# Bissy-la-Mâconnaise
Bissy-la-Mâconnaise település Franciaországban, Saône-et-Loire megyében. Lakosainak száma 203 fő (2022. január 1.). Bissy-la-Mâconnaise Cruzille, Blanot, Chissey-lès-Mâcon, Lugny és Saint-Gengoux-de-Scissé községekkel határos.

## Népesség
A település népességének változása:
| Lakosok száma | 209  | 208  | 206  | 205  | 204  | 204  | 204  | 203  | 203  |
|               | 2013 | 2015 | 2016 | 2017 | 2018 | 2019 | 2020 | 2021 | 2022 |